# 马克特因德斯多夫
马克特因德斯多夫是德国巴伐利亚州的一个市镇。总面积68.42平方公里，总人口9428人，其中男性4702人，女性4726人（2011年12月31日），人口密度138人/平方公里。